# Valentina Persia
Valentina Persia (Roma, 1º ottobre 1971) è una comica, cabarettista e attrice italiana.

## Biografia
Originaria di San Vincenzo Valle Roveto, provincia dell'Aquila, inizia la sua carriera nel 1985, nella stagione di lirica e balletto, alle Terme di Caracalla. Nel 1990 ha conseguito il diploma di ballerina solista presso l'Accademia nazionale di danza.
Nel 1994 ha debuttato nella trasmissione televisiva La sai l'ultima?, condotta da Pippo Franco su Canale 5, giungendo alla finale. Nel 1995 ha ottenuto il Diploma di recitazione al Ribalte, diretta da Pietro Garinei. Ha partecipato alla trasmissione televisiva Saxa Rubra con Zuzzurro e Gaspare. Nel 1997 è stata ospite fissa nella trasmissione televisiva Sotto a chi tocca, condotta sempre da Pippo Franco su Canale 5, mentre dal 1998 al 2002 ha fatto parte del cast fisso del programma che l'ha lanciata come cabarettista, La sai l'ultima?.
Nel 2001 e 2002 è stata ospite fissa del programma giornaliero di Rai 1 Ci vediamo su Rai uno condotto da Paolo Limiti e con la regia di Giancarlo Nicotra. Nel 2003 ebbe successo con il programma televisivo Come sorelle, altro varietà condotto da Fabrizio Frizzi sempre sulla rete ammiraglia di Mediaset, e nello stesso anno ha affiancato Pippo Franco e Natalia Estrada nel programma televisivo estivo di Canale 5 La sai L'ultimissima?, spin-off di La sai l'ultima?.
Nel 2006 diventa protagonista al Teatro Parioli di Roma della commedia scritta per lei da Nadine Eid e B. Metayer Ah Valentina vestita di nuovo (single per forza) per la regia di Cesare Belsito e tradotto da Elisabetta Tucci. La stagione teatrale termina con un enorme successo di critica e pubblico con lo spettacolo Bravi a letto di e con Antonio Giuliani ed Eva Grimaldi. Nel 2007 è protagonista ancora assieme a Giuliani e a Cosima Coppola della commedia Odio il rosso. 
Nel 2007 ha partecipato alla trasmissione televisiva Tintarella di luna, andata in onda su Rai 2, e inoltre ha recitato nel film tv commedia Di che peccato sei?, in onda sempre su Canale 5 e con la regia di Pier Francesco Pingitore, regista della compagnia teatrale del Bagaglino. Sempre nel 2007 lavora nella serie televisiva dello stesso canale Caterina e le sue figlie 2, a fianco a Virna Lisi, Giuliana De Sio, Iva Zanicchi e Alessandra Martines.
Fa parte poi del cast di E io pago, show del sabato sera di Canale 5, con la compagnia teatrale del Bagaglino, mentre nel 2008 partecipa al cast di Gabbia di matti, anch'esso spettacolo della stessa rete e in onda allo stesso orario. L'anno successivo recita nella serie televisiva L'onore e il rispetto - Parte seconda, interpretando Mimì, la proprietaria del bordello "Hotel Roma". Nel 2010, è tornata a far parte del cast di Caterina e le sue figlie 3 interpretando Giuseppa "Pina" Benservito, una delle antagoniste della serie tv.
Nel 2012 partecipa nel film di Carlo Vanzina, Buona giornata, nell'episodio di Christian De Sica. Nel 2013 recita nello spettacolo Maria Stunata di Gianni Guardigli, regia di Iolanda Salvato con Franca Abategiovani, Carlo Di Lonardo e Antonello Pascale.
Nel 2014 partecipa al programma televisivo Giass con Luca Bizzarri e Paolo Kessisoglu. Il 18 marzo 2021 ha partecipato come concorrente alla quindicesima edizione de L'isola dei famosi classificandosi al secondo posto dietro Awed, vincitore dell’edizione. Tra il 2022 e il 2023 partecipa alla dodicesima edizione di Tale e quale show, a Tale e quale Sanremo e come guest alla tredicesima edizione di Tale e quale. 
Dal 2022 è nel cast del programma comico Only Fun – Comico Show.

## Filmografia

### Attrice

#### Cinema
- Teste di cocco, regia di Ugo Fabrizio Giordani (2000)
- Buona giornata, regia di Carlo Vanzina (2012)
- Il vuoto, regia di Giovanni Carpanzano (2024)

#### Televisione
- Villa Ada, regia di Pier Francesco Pingitore, Canale 5 - film TV (1999)
- Il bello delle donne, Canale 5 - serie TV (2001-2002)
- Madame, Canale 5 - miniserie TV (2006)
- Caterina e le sue figlie 2, Canale 5 - serie TV (2007)
- Di che peccato sei?, regia di Pier Francesco Pingitore, Canale 5 - film TV (2007)
- L'onore e il rispetto - Parte seconda, Canale 5 - serie TV (2009)
- Caterina e le sue figlie 3, Canale 5 - serie TV (2010)
- Sangue caldo, Canale 5 - serie TV (2011)

## Programmi televisivi
- La sai l'ultima? (Canale 5, 1994 1998-2002) Concorrente
- Saxa Rubra (Rai 3, 1995)
- Sotto a chi tocca (Canale 5, 1997)
- Ci vediamo su Rai uno (Rai 1, 2001-2002) Ospite fissa
- La sai l'ultimissima? (Canale 5, 2003)
- Ballo, amore e fantasia (Rete 4, 2005)
- Tele fai da te (Canale 5, 2005)
- Tintarella di luna (Rai 2, 2007)
- E io pago (Canale 5, 2007)
- Gabbia di matti (Canale 5, 2008)
- Giass (Canale 5, 2014)
- Insieme (Antenna Sicilia, 2018)
- Profumo d'estate (Rai 2, 2018)
- La sai l'ultima? - Digital Edition (Canale 5, 2019)
- L'isola dei famosi 15 (Canale 5, 2021) Concorrente
- Honolulu (Italia 1, 2021)
- Only Fun – Comico Show (Nove, dal 2022) Comica
- Alessandro Borghese - Celebrity Chef (TV8, 2022) Concorrente
- Tale e quale show 12 (Rai 1, 2022) Concorrente
- Tale e quale show - Il torneo (Rai 1, 2022-2023) Concorrente
- Tale e quale Sanremo (Rai 1, 2023) Concorrente
- Tale e quale show 13 (Rai 1, 2023) Guest star
- Nove Comedy Club - Valentina Persia in Ma che ti ridi?! (Nove, dal 2024)
- Le ricette di casa Persia - L'abruzzo a modo mio (Food Network, dal 2024)
- Rossotono Che Sera! (Telenorba, 2024)
- Valentina Persia, sinceramente - One Milf Show (Nove, 2024)